# M66 motorway

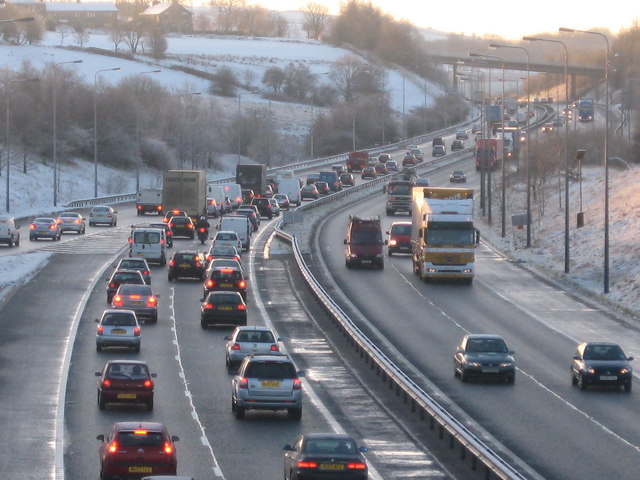
Morgenverkehr auf der M66 (2008)

Der großenteils im Jahr 1978 für den Verkehr freigegebene M66 motorway (englisch für Autobahn M66) ist eine rund 13 km lange Autobahn in England. Er verbindet den M60 motorway (Manchester Ring Motorway, Manchester Orbital) mit dem im Norden der Stadt gelegenen Bury und über die ihn fortsetzende A56 road mit Rawtenstall und Accrington sowie dem M65 motorway.